# Haruki Arai
Haruki Arai (japanisch 新井 晴樹 Arai Haruki; * 12. April 1998 in der Präfektur Saitama) ist ein japanischer Fußballspieler.

## Karriere
Haruki Arai erlernte das Fußballspielen in den Jugendmannschaften vom FC Civetta Fukaya und dem FC Owl, in der Schulmannschaft der Fukaya Shochi High School sowie in der Universitätsmannschaft der Kokushikan-Universität. Seinen ersten Vertrag unterschrieb er am 1. Februar 2021 beim FC Tiamo Hirakata. Der Verein aus Hirakata, einer Stadt in der Präfektur Osaka auf Honshū, spielte in der vierten japanischen Liga, der Japan Football League. Anfang Juli 2021 wechselte er auf Leihbasis zum Erstligisten Cerezo Osaka. Sein Erstligadebüt gab Haruki Arai am 9. August 2021 (23. Spieltag) im Heimspiel gegen Vegalta Sendai. Hier stand er in der Startelf und wurde nach der Halbzeitpause gegen Toshiyuki Takagi ausgewechselt. Für Cerezo bestritt er bis Mitte Juni 2021 drei Ligaspiele. Nach der Ausleihe kehrte er im Juni zu Tiamo zurück. Der HNK Šibenik, ein Erstligist aus Kroatien, lieh ihn die Saison 2021/22 aus. Für den Verein aus Šibenik bestritt er 35 Ligaspiele. Nachdem er im Juni 2022 zu Hirakata zurückgekehrt war, wurde er für den Rest der Saison ein zweites Mal an Cerezo Osaka ausgeliehen. Hier bestritt er acht Ligaspiele. Nach der Rückkehr zu Tiamo wurde sein Vertrag Ende 2023 nicht verlängert. Im Januar 2024 nahm ihn der Zweitligist Mito Hollyhock aus Mito unter Vertrag. Nach einer Spielzeit, in der er 34 Ligaspiele bestritt, wechselte er im Januar 2025 zum Erstligaabsteiger Sagan Tosu.